# Предраг Джорджевич
Предраг Джорджевич (серб. Предраг Ђорђевић, нар. 4 серпня 1972, Крагуєваць, СФРЮ) — сербський футболіст, що грав на позиції півзахисника. Одинадцятиразовий чемпіон Греції, триразовий володар Кубка Греції, володар Суперкубка Греції. 
Виступав, зокрема, за клуби «Црвена Звезда» та «Олімпіакос», а також національну збірну Сербії і Чорногорії.

## Клубна кар'єра
У дорослому футболі дебютував 1990 року виступами за команду клубу «Раднички» (Крагуєваць), в якій провів один сезон, взявши участь в 11 матчах чемпіонату. 
Згодом з 1991 по 1996 рік грав у складі команд клубів «Црвена Звезда», «Спартак» (Суботиця) та «Паніліакос».
1996 року перейшов до клубу «Олімпіакос», за який відіграв 13 сезонів. Більшість часу, проведеного у складі «Олімпіакоса», був основним гравцем команди. У складі «Олімпіакоса» був одним з головних бомбардирів команди, маючи середню результативність на рівні 0,37 голу за гру першості. Став найкращим зарубіжним бомбардиром в історії «Олімпіакоса». За цей час одинадцять разів виборював титул чемпіона Греції. Завершив професійну кар'єру футболіста виступами за цю команду у 2009 році.

## Виступи за збірні
1998 року дебютував у складі національної збірної Югославії у матчі проти Швейцарії. Протягом кар'єри у національній команді провів у формі головної команди країни 37 матчів, забивши 1 гол.
У складі збірної був учасником чемпіонату світу 2006 року у Німеччині.

## Особисте життя
Одружений з грекинею. Володіє подвійним громадянством — сербським та грецьким.

## Титули і досягнення

### Командні
- Чемпіон Греції (12):

«Олімпіакос»:  1996-1997, 1997-1998, 1998-1999, 1999-2000, 2000-2001, 2001-2002, 2002-2003, 2004-2005, 2005-2006, 2006-2007, 2007-2008, 2008-2009
- Володар Кубка Греції (5):

«Олімпіакос»:  1998-1999, 2004-2005, 2005-2006, 2007-2008, 2008-2009
- Володар Суперкубка Греції (1):

«Олімпіакос»:  2007
- Володар Кубка Югославії (1):

«Црвена Звезда»:  1992-1993

### Особисті
Найкращий легіонер чемпіонату Греції: 2001, 2002, 2003